# Soraya Jiménezová
Soraya Jiménezová (5. srpna 1977 Naucalpan – 28. března 2013 Ciudad de México) byla mexická vzpěračka.
Na olympijských hrách v Sydney roku 2000 získala zlatou medaili v lehké váze (do 58 kg). Stala se tak první mexickou ženou, která získala olympijské zlato. V lehké váze získala i stříbro na panamerických hrách roku 2003 v Santo Domingu. Na světovém šampionátu bylo jejím nejlepším umístěním osmé místo v roce 1999. Zemřela ve 35 letech na srdeční infarkt. Již v minulosti jí postihlo pět zástav srdce, krom toho během své kariéry prožila čtrnáct zranění levé nohy a musela jí být odebrána jedna plíce.